# Addu-nirári
Addu-nirári (vagy Ir-addu, Itur-addu, akkádul Adad-nirári) Mukis királya, Idrimi fia, az utolsó, aki Alalahban tartotta székhelyét. Saustatar és II. Artatama hurri királyok kortársa, a Mitanni–Egyiptom konfliktus haszonélvezője. Saustatar uralkodásának első felében Mitanni vitathatatlan hegemón volt Szíria térségében, II. Thotmesz és III. Thotmesz hadjáratai megrendítették, kénytelen volt visszahúzódni az Eufráteszen túlra. II. Amenhotep az egyetlen szíriai hadjárata során már el se jutott az Eufráteszig, így a szíriai térség annektálására nem is gondolhatott, Mukis pedig független lehetett. Ekkor kezdődött Egyiptom átmeneti gyengülése, amit a Hettita Birodalom még a saját gyenge korszakában, I. Muvatallisz uralkodása idején is kihasználhatott.
Addu-nirári sorsa ismeretlen. Még az alalahi királylistákban sem mindenhol szerepel. A trónt ismeretlen időben öccse, Níkmepa vette át. Talán egy hettitákkal vagy hurrikkal vívott csetepatában esett el.